# Jože Fürst
Jože Fürst, slovenski dirigent (zborovodja), pianist in pedagog, * 20. februar 1945, Bled, † 9. julij 2023

## Življenjepis
Na Akademiji za glasbo v Ljubljani je diplomiral na oddelku za dirigiranje in na oddelku za instrumente s tipkami (klavir). Tu je končal tudi specializacijo iz klavirja. Študij dirigiranja je nadaljeval v Berlinu in Weimarju. Kariero je nadaljeval kot vodja kraljevega moškega pevskega zbora v Belgiji, kot dirigent Komornega zbora RTV Slovenija, pevske skupine Akord 84 in ljubljanskega študentskega Akademskega pevskega zbora Tone Tomšič. Pogosto je član žirij na zborovskih tekmovanjih doma in v tujini, trenutno pa poučuje na Pedagoški fakulteti Univerze v Mariboru. Za svoje umetniško delo je prejel mnoge nagrade, med drugimi Gallusovo plaketo, najvišje slovensko zborovsko odlikovanje.